# California, Pennsylvania
California är en ort i Washington County i delstaten Pennsylvania. Vid 2010 års folkräkning hade California 6 795 invånare.